# Bebryce grandis
Bebryce grandis är en korallart som beskrevs av author unknown. Bebryce grandis ingår i släktet Bebryce och familjen Plexauridae. Inga underarter finns listade i Catalogue of Life.